# Valse en mi mineur de Chopin
La Valse en mi mineur de Chopin est une valse pour piano seul composée par Frédéric Chopin. Elle a été écrite vers 1830 et publiée seulement en 1851.
C'est la première des valses de Chopin publiée à titre posthume à ne pas recevoir un numéro d'opus posthume. Il apparaît dans le catalogue Brown en tant que B 56, dans le catalogue Kobylańska en tant que KK IVa/15 et dans celui de Chomiński la valse porte le numéro P1/15. Bien que ce soit la dernière des seize valses dans les éditions anciennes de Chopin (d'autres valses étant incluses dans des éditions plus récentes), cette valse a probablement été composée avant toutes les autres valses publiées du vivant de Chopin.

## Structure
Cette valse en mi mineur est de forme ternaire, avec introduction, une coda et une section centrale dans un brillant mi majeur et pour finir le thème est récapitulé, modifié et abrégée.
Un passage de la valse

## Lien contextuel
- Valses de Chopin